# Schlacht am Vesuv
Die Schlacht am Vesuv war eine Schlacht, die während des Zweiten Latinerkrieges zwischen der Römischen Republik und den Latinischen Bundesgenossen ausgetragen wurde. Da sie beim Fluss Veseris ausgetragen wurde, wird sie auch als Schlacht an der Veseris bezeichnet. Sie wird in das Jahr 339 v. Chr. datiert.
Nachdem Römer und Samniten im Jahr 341 v. Chr. den Ersten Samnitenkrieg beendet und nicht nur ihre gegenseitigen Interessensphären definiert (Sidiciner zur samnitischen, Capua zur römischen), sondern sogar ein formelles Bündnis miteinander geschlossen hatten, befürchteten nun die latinischen Städte, dass die Rolle Roms im ursprünglich auf Gleichberechtigung angelegten Latinischen Bund allzu dominierend werden würde, und erhoben sich im Jahr 340 v. Chr. gegen Rom. Als Verbündete gewannen sie die Sidiciner und Kampanien. Nachdem die Latiner zu Beginn des Krieges nach Samnium vorgedrungen waren, kam es 339 v. Chr. am Vesuv zur ersten bedeutenden Schlacht des Krieges.
Auf römischer Seite hatten die Konsuln Publius Decius Mus und Titus Manlius Imperiosus Torquatus den Oberbefehl. Die Berichte zur Schlacht sind legendär überwuchert. Manlius soll, zur Stärkung der Truppendisziplin, seinen eigenen gegen ihn rebellierenden Sohn getötet haben. Decius Mus soll sich gar, wie zwei spätere Träger dieses Namens ebenfalls, den Göttern geopfert haben, um den Sieg zu gewährleisten. Sicher ist nur, dass die Römer die offenbar zunächst fast verloren geglaubte Schlacht tatsächlich für sich entscheiden konnten. Ein Jahr später wurden dann die Latiner durch den römischen Sieg bei der Schlacht von Trifanum und die Einnahme Antiums endgültig niedergerungen.
Als Schlacht am Vesuv wird mitunter auch die Schlacht am Mons Lactarius bezeichnet, in der die Ostgoten durch Ostrom besiegt wurden, da sich auch dieser Schlachtort unweit des Vesuvs befand.